# Leoben (district)
Het district Leoben (Bezirk Leoben) is een district in de Oostenrijkse deelstaat Stiermarken. Het district heeft ongeveer 68.000 inwoners. Het bestaat uit 16 gemeenten, waarvan er drie de status van stad hebben en acht die van marktgemeinde. 
De steden zijn Leoben, Trofaiach en Eisenerz, de marktgemeinden Kalwang, Kammern im Liesingtal, Kraubath an der Mur, Mautern in Steiermark, Niklasdorf, Sankt Michael in Obersteiermark, Sankt Peter-Freienstein en Vordernberg.

## Gemeenten
- Eisenerz
- Kalwang
- Kammern im Liesingtal
- Kraubath an der Mur
- Leoben
- Mautern in Steiermark
- Niklasdorf
- Proleb
- Radmer
- Sankt Michael in Obersteiermark
- Sankt Peter-Freienstein
- Sankt Stefan ob Leoben
- Traboch
- Trofaiach
- Vordernberg
- Wald am Schoberpaß